# Czerniów (przystanek kolejowy)
Czerniów (ukr. Чернів, ros. Чернев) – przystanek kolejowy w pobliżu miejscowości Czerniów, w rejonie iwanofrankiwskim, w obwodzie iwanofrankiwskim, na Ukrainie. Położony jest na linii Lwów – Czerniowce.
Przed II wojną światową stacja kolejowa. W późniejszym okresie dodatkowe tory zostały zdemontowane, a stacja zdegradowana do roli przystanku